# Perez (Quezon)
Perez é um município de  quinta classe de renda municipal (d) na província Quezon, nas Filipinas. De acordo com o censo de 1 de maio  de  2020 possui uma população de 12 767 pessoas e 3 109 domicílios.